# Římskokatolická farnost Mory
Římskokatolická farnost Mory (lat. Mohra) je církevní správní jednotka sdružující římské katolíky na území vesnice Mory a v jejím okolí. Organizačně spadá do lounského vikariátu, který je jedním z 10 vikariátů litoměřické diecéze. Centrem farnosti je kostel Narození Panny Marie v Morech.

## Historie farnosti
Farnost existovala již ve 14. století. Nově byla kanonicky zřízena roku 1646. Matriky jsou vedeny od roku 1669.

### Duchovní správcové vedoucí farnost
Začátek působnosti jmenovaného v duchovní správě farnosti od:
- 1626 Daniel Iritzer
- 1695 Mathias Josephus Dockler (Matthäus Josef Dockler[3])
- 1720 Josephus Cornelius Grimes (Josef Grines[3])
- 1724 Ignatius Antonius Rumler
- 1728 Joannes Wundrich
- 1730 Ignatius Antonius Rumler
- 1737 Tobias Stolz
- 1769 Ioann. Josef Fischer, † 11. 9. 1803
- 1803 Franz Krolopp, n. 9. 3. 1759 Wernstadt, o. 31. 8. 1788, † 14. 3. 1823
- 1823 Peter Seyfert (Seifert[3]), n. 29. 6. 1777 Brüx, o. 11. 11. 1800, † 22. 1. 1826
- 1827 Jos. Kral (Franz Kral[3]), n. 26. 7. 1771 Michanicens. o. 15. 4. 1797, † 18. 3. 1845
- 1845 Wenzel Barth, n. 28. 9. 1795 Droužkovice, o. 13. 8. 1819, † 24. 11.1864
- 1864 par. vacat, admin. int. Franc. Wächtler
- 1865 Franz Joseph. Dobicer, n. 5. 10. 1811 Laun, o. 3. 8. 1838, † 11. 6. 1898
- 1898 Franz Xav. Náhlovský,[3] n. 21. 10. 1866 Ktova, o. 24. 5. 1891
- 1913 par. vacat, admin. excurr. Jos. Pískač
- 1914 Theod. Rokos, n. 5. 6. 1865 Mšeno, o. 16. 5. 1889
- 1930 par. vacat, admin. interc. excurr. Wencl. Tangl
- 1. 10. 1930 Carol. Glatz, n. 7. 7. 1884 Heinersdorf, o. 12. 7. 1908
- 26. 2. 1946 Josef Rabas
- 4. 1. 1947 Václav Tangl
- 1. 2. 1954 František Hrubý
- 1. 9. 1959 František Pisinger
- 1. 12. 1970 Pavel Bohumil Petřina O.Praem.
- 1. 11. 1990 Václav Vávra
- 1992 Vladimír Jedlička CSsR ?
- 1. 7. 1993 Aleksander Siudzik, CSsR (administrátor excurrendo)[4]

Kromě kněží stojících v čele farnosti, působili ve farnosti v průběhu její historie i jiní kněží. Většinou pracovali jako farní vikáři, kaplani, katecheté, výpomocní duchovní aj.

## Území farnosti
Do farnosti náleží území obce:
- Mory (Mohr)[p 2]

## Římskokatolické sakrální stavby na území farnosti
| | Fotografie | Stavba                      | Místo  | Bohoslužby                      | Zeměpisné souřadnice             | Status       | Číslo kulturní památky           |
| Kostel | Kostel     | Kostel                      | Kostel | Kostel                          | Kostel                           | Kostel       | Kostel                           |
| --- | ---------- | --------------------------- | ------ | ------------------------------- | -------------------------------- | ------------ | -------------------------------- |
| 1. |            | Kostel Narození Panny Marie | Mory   | bližší informace o bohoslužbách | 50°16′50″ s. š., 13°24′43″ v. d. | farní kostel | 43249/5-1181 (Pk•MIS•Sez•Obr•WD) |
| Některé drobné sakrální stavby a pamětihodnosti lze dohledat zde v databázi Drobné sakrální památky Zaniklé sakrální stavby lze dohledat zde v databázi Poškozené a zničené kostely, kaple a synagogy v České republice |            |                             |        |                                 |                                  |              |                                  |

Ve farnosti se mohou nacházet i další drobné sakrální stavby, místa římskokatolického kultu a pamětihodnosti, které neobsahuje tato tabulka.

## Příslušnost k farnímu obvodu
Z důvodu efektivity duchovní správy byl vytvořen farní obvod (kolatura) farnosti – děkanství Podbořany, jehož součástí je i farnost Moy, která je tak spravována excurrendo.